# Anthony Santasiere
Anthony Edward Santasiere (Nova York, 9 de desembre de 1904 - 13 de gener de 1977), fou un mestre d'escacs estatunidenc. Era professor de matemàtica de professió, i tenia com a aficions també l'escriptura i la pintura a l'oli.
Santasiere va publicar nombrosos articles sobre escacs a la revista American Chess Bulletin i va escriure el llibre The Romantic King's Gambit (el romàntic gambit de rei). L'obertura 1.Cf3 Cf6 2.b4 s'anomena, en honor seu, Santasiere's Folly (La follia de Santasiere, o l'excentricitat de Santasiere).
|  |

## Resultats destacats en competició
El 1923, Santasiere empatà als llocs 13è/14è a Lake Hopatcong (9è American Chess Congress), (els guanyadors foren Frank Marshall i Abraham Kupchik). El 1924, fou tercer, rere Marshall i Carlos Torre, a Nova York. El 1927, empatà als llocs 3r/4t a Nova York (el campió fou Albert Pinkus). El 1927, empatà als llocs 4t-6è al Campionat de l'estat de Nova York a Rome (el campió fou Rudolph Smirka), i l'any següent fou campió de la mateixa competició, a Buffalo. El 1929, hi fou tercer (rere Herman Steiner i Jacob Bernstein, a Buffalo), i el 1930, hi empatà al primer lloc amb Norman Lessing a Utica.
El 1931, fou setè a Nova York (el guanyador fou José Raúl Capablanca). El mateix any empatà als llocs 3r/4t a Rome (Campionat de l'estat de Nova York; el campió fou Fred Reinfeld). El 1934, empatà als llocs 9è/10è a Syracuse (el campió fou Samuel Reshevsky). El 1935, fou setè a Milwaukee (el campió fou Reuben Fine). El 1938, empatà als llocs 10è/11è a Nova York (segon Campionat dels Estats Units, el campió fou Reshevsky). El 1938, fou cinquè a Boston (els guanyadors foren Israel Horowitz i Isaac Kashdan).
Va emaptar al primer lloc amb Shainswit a Ventnor City 1943, fou segon, rere Reshevsky, a Boston 1944 (45è US Open), i va guanyar a Peoria 1945 (46è US Open). El setembre de 1945, va jugar al matx d'escacs per ràdio Estats Units - URSS de 1945 al desè tauler, contra David Bronstein amb qui va perdre les dues partides. El 1949, fou segon, rere Sandrin, a Omaha (US Open).
Va guanyar a Milà 1953 (empatat amb Giuseppe Primavera). El 1957, Santasiere va batre un jove Bobby Fischer al West Orange Open.
L'11 de maig de 1968, al Miami Beach Chess Club de Miami Beach, Florida, Santasiere, presentat com a "El campió d'escacs americà", va disputar una exhibició de simultànies contra 21 oponents. Santasiere va assolir 12 victòries (inclosa una contra Barry Moss), tres taules, quatre victòries per incompareixença, i va perdre contra Hank Bergman i Irving Lynch.

## Llibres
- The Futuristic Chess opening: Santasiere's Folly (llibre en rústica) Anthony E Santasiere
- King's Gambit - Analysis and Games, Anthony Santasiere